# ازدواج باز
ازدواج باز (به انگلیسی: Open marriage) شکلی از غیرتک‌همسری است که در آن شرکای ازدواج دوتایی توافق می‌کنند که هر یک ممکن است به روابط جنسی خارج از ازدواج بپردازند، بدون اینکه این امر از نظر آنها خیانت تلقی شود و علی‌رغم تک‌همسری ضمنی ازدواج، رابطه ای آشکار را در نظر بگیرند یا برقرار کنند. انواع مختلفی از ازدواج آزاد وجود دارد، مانند سکس ضربدری و چندمهری، که هر کدام با شرکای مختلف سطوح ورودی متفاوتی را در مورد فعالیت‌های همسر خود دارند.